# Matching Mole (album)
Matching Mole je první studiové album britské progresivní rockové skupiny Matching Mole. Jeho nahrávání probíhalo v CBS Studios v Londýně od prosince 1971 a pokračovalo do února 1972. Album pak vyšlo v dubnu 1972 u vydavatelství CBS Records. Producentem alba byla skupina Matching Mole. Jako host hrál na albu Dave MacRae, který se následně po odchodu Davea Sinclaira stal členem skupiny.

## Seznam skladeb
| Pořadí         | Název                                        | Autor           | Délka |
| -------------- | -------------------------------------------- | --------------- | ----- |
| 1.             | O Caroline                                   | Wyatt, Sinclair | 5:05  |
| 2.             | Instant Pussy                                | Wyatt           | 2:59  |
| 3.             | Signed Curtain                               | Wyatt           | 3:06  |
| 4.             | Part of the Dance                            | Miller          | 9:16  |
| 5.             | Instant Kitten                               | Wyatt           | 4:58  |
| 6.             | Dedicated to Hugh, But You Weren't Listening | Wyatt           | 4:39  |
| 7.             | Beer as in Braindeer                         | Wyatt           | 4:02  |
| 8.             | Immediate Curtain                            | Wyatt           | 5:57  |
| Celková délka: | Celková délka:                               | Celková délka:  | 40:02 |

## Obsazení
Matching Mole
- Phil Miller – kytara (2, 4, 5, 6 a 7)
- Dave Sinclair – klavír (1), varhany (všechny skladby mimo 3 a 8)
- Bill MacCormick – baskytara (2, 4, 5, 6 a 7)
- Robert Wyatt – bicí (všechny skladby mimo 3 a 8), zpěv (1, 2, 3, 5), mellotron (1, 5 a 8), klavír (3)

Ostatní
- Dave MacRae – elektrické piano (2, 4, 6 a 7)

Produkce
- Matching Mole – produkce, aranže
- Richard Dodd – zvukový inženýr, nahrávání
- Mike Fitzhenry – zvukový inženýr, nahrávání
- Phillip Beckwith – asistent zvukového inženýra